# Gbahi Gwladys Sakoa
Gbahi Gwladys Sakoa (sinh ngày 3 tháng 12 năm 1992) là một tay kiếm người Bờ Biển Ngà. Cô từng tham gia sự kiện épée nữ tại Thế vận hội mùa hè 2016.